# 한국감정평가사협회
한국감정평가사협회(韓國鑑定評價士協會, Korea Association of Property Appraisers, 약칭 KAPA)는 감정평가산업의 발전을 도모하고, 국민 재산권 보호와 국가경제 발전에 이바지하기 위해 「감정평가 및 감정평가사에 관한 법률」에 따라 설립된 법정단체이다. 서울특별시 서초구 방배로 52 감정평가사회관에 위치한다. 

## 설립 근거
- 감정평가 및 감정평가사에 관한 법률 제33조[1]

## 설립 목적
- 감정평가산업의 건전한 발전
- 국민 재산권 보호 및 국가경제 발전 기여
- 감정평가사제도의 개선 및 국제교류 증진
- 감정평가의 전문성·신뢰성·공정성 제고
- 감정평가사의 품위향상, 권익 보호 및 복지증진
- 감정평가사의 사회적 책무 실현을 위한 사회공헌활동 수행

## 연혁
- 1976년 3월 : 임의단체 한국공인감정사회 결성
- 1980년 8월 : 한국토지평가사회 설립
- 1981년 4월 : 한국공인감정사회 설립
- 1989년 12월 : 한국감정평가업협회 설립
- 1997년 3월 : 협회 회관 건물 매입(서울시 서초구 방배동 1022-5 소재)
- 1997년 5월 : 한국감정평가연구원 개원
- 1998년 4월 : PPC(범태평양부동산감정평가회의)이사회원 가입
- 1999년 4월 : 한국감정평가협회로 명칭 변경
- 2001년 4월 : 감정평가사회관으로 협회 이전
- 2004년 5월 : 한국감정평가연구원, 한국부동산연구원으로 명칭 변경
- 2006년 7월 : 감정평가상담센터 개설
- 2007년 1월 : 미국 국제과세평가사협회(IAAO) 가입
- 2015년 4월 : 유사감정평가행위 신고센터 개설
- 2016년 9월 : 한국감정평가사협회로 명칭 변경, 현판식 및 CI 선포식 개최
- 2017년 12월 : 감정평가사회관 건립 기공식
- 2018년 5월 : 감정평가추천센터 개설
- 2018년 9월 : 세계평가기구연합(WAVO) 정회원 가입
- 2019년 9월 : 협회 신축 감정평가사회관 입주(서울시 서초구 방배로 52)
- 2020년 5월 : 감정평가기준센터 개설

## 조직
· 회장

· 이사회, 감사, 고문, 자문위원

· 상근임원 : 상근부회장, 선임부회장, 운영부회장, 기획이사, 추천정보이사, 업무조정본부장

· 연수원(1) : 감정평가연수원

· 실(9) : 공정심사실, 윤리조정실, 정책기획실, 홍보실, 대외협력실, 운영지원실, 공제사업실, 공시지원실, 공공정보실

· 센터(3) : 감정평가기준센터, 감정평가전산센터, 감정평가추천센터

· 위원회(16) : 기획위원회, 감정평가적정성심의위원회, 윤리·조정위원회, 징계위원회, 연수위원회, 부동산조사평가협의회, 국제위원회, 
                   감정평가정보위원회, 공제사업위원회, 법원감정인추천위원회, 감정평가심사위원회, 감정평가업자 지정·추천위원회, 
                   감정평가 기준위원회, 미래전략위원회, 금융실무위원회, 보상평가검토위원회
· 지회 : 지역별지회, 종별협의회, 그 밖의 감정평가사회
 - 지역별지회(14) : 서울지회, 인천지회, 경기북지회, 경기남지회, 부산지회, 강원지회, 충북지회, 대전충남지회, 전북지회, 광주전남지회,
                         대구경북지회, 경남지회, 울산지회, 제주지회
 - 종별협의회(3) : 대형감정평가법인협의회, 중소감정평가법인협의회, 감정평가사사무소협의회
 - 그 밖의 감정평가사회(1) : 전국여성감정평가사회